# Јоргос Папандреу (старији)
Јоргос Папандреу или Георгиос Папандреу (грч. Γεώργιος Παπανδρέου Geórgios Papandréou; 13. фебруар 1888 — 1. новембар 1968) био је председник владе Грчке у три мандата 1944–1945. 1963. и 1964–1965. године. Оснивач је Папандреу политичке династије.

## Биографија
Јоргос Папандреу је рођен у Калеци у Ахаји, округу на северу Пелепонеза. Завршио је студије на Правном факултету Универзитета у Атини и усавршавао се у Немачкој. Његова политичка филозофија развила се под утицајем немачке социјалдемократије. 

Јоргос Папандреу је започео је политичку каријеру 1915. године и био је штићених либералног политичара Елефтериоса Венизелоса. Између 1917. и 1920. обављао је дужност намесника новостечених егејсих острва. У скупштину је ушао 1923. године као посланик изборне јединице Митилини. У периоду 1930-1932. био је министар образовања у Венизелосовој влади, покренувши велики програм изградње школа. Напустио је лево крило Либералне странке, разочаран венизелистима који су прибегавали неуставним средствима политичке борбе и основао је сопствену Демократску социјалистичку странку која није остварила већи утицај. Под Метаксасовом диктатуром је био прогнан, а за време окупације Грчке од стране сила Осовина био је ухапшен 1942-1944. Успео је да побегне на Блиски исток где је постао председник владе националног јединства која се после ослобођења октобра исте године вратила у земљу. Након комунистичког устанка од децембра 1944. године и британске интервенције која је помогла одржавање владе, Папандреуа је на месту њеног председника заменио генерал Николаос Пластирис. Године 1950. основао је Странку Георгиос Папандреу, учествујући у краткотрајним центристичким владама 1950-1951. На изборима 1952. године такмичио се на листи маршала Папагоса, да би касније постао независни посланик. Потом је неко време крајем педесетих година био један од руководилаца Либералне странке, Папандреу је осмислио и спровео у дело прегруписавање центристичких снага у Унију центра 1961. године. Папандреу је био мајстор политичког говорништа и 1963. године је успео да однесе тесну победу над Националном радикалном унијом Константиноса Караманлиса. Уследио је много убедљивији успех фебруара 1964. године када је добио чак 53% гласова. Папандреу је основао владу Уније центра која је спровела значајне реформе, пре свега у области образовања. Њена достигнућа су, међутим, остала у сенци сукоба на Кипру 1964. годиине. Папандреу је критиковао претерани утицај САД у Грчкој. Спор Папандреуа са младим краљем Констатином II око надзора над министарством одбране проузроковао је њен пад. Уследило је раздобље политичке нестабилности. Када је постало јасно да ће Папандреу однети победу на изборима који су били заказани 1967. године извршен је војни удар 21. априла 1967. године. Јоргос Папандреу је био ухапшен и добар део времена до своје смрти 1968. године провео је у кућном притвору. Његова сахрана, којој је присуствовала петина становништва Атине, представљала је први израз отпора диктатури. Јоргосов син Андреас Папандреу је био председник владе Грчке 1981–1989. и 1993–1996. као и унук, истоимени, Јоргос Папандреу у то периоду од 2009. до 2011. године.